# Campeonato Sul-Americano de Futebol de 1923
O Campeonato Sul-Americano de Futebol de 1923, foi a sétima edição da competição entre seleções na América do Sul. Sua sede foi no Uruguai. Participaram quatro seleções: Argentina, Brasil, Paraguai e Uruguai. As seleções jogarm entre si em turno único. A Seleção Uruguaia foi a campeã.
A disputa do Sul-Americano de 1923, em Montevidéu, era também classificatório para os Jogos Olímpicos de 1924. O Chile abriu mão de participar desse campeonato que foi disputado no lendário Estádio Parque Central, do clube Nacional.

## Brasil no Sul-Americano
Os clubes do Rio de Janeiro e São Paulo não se entusiasmaram com o evento. Além disso, a CBD estava brigada com a Federação Uruguaia devido aos problemas de arbitragem nos jogos do ano anterior que prejudicaram principalmente o Uruguai, além do Paraguai, e que resultaram no segundo título brasileiro.
A atitude tomada pela entidade brasileira de enviar uma equipe com a intenção de serenar os ânimos não foi bem aceita por todos. Foi criada uma enorme polêmica em torno do assunto e o tema chegou a ser discutido na Câmara dos Deputados.
A seleção foi convocada por Ferreira Vianna Netto e dirigida por Chico Netto. Sem muita alternativa, foram convocados jogadores de clubes do Rio de Janeiro, Campos e Salvador.
Em 29 de Outubro começava o VII Campeonato Sulamericano com Argentina vencendo o Paraguai por 4x3 com 20.000 presentes. (público estimado) O primeiro tempo havia terminado 1x1. A partidafoi bastante emocionante: O Paraguai saiu na frente e a Argentina empatou. O Paraguai aumentava e a Argentina empatava. Assim foi até os 3x3, mas Aguirre, que já empatara a partida em 2x2 e em 3x3, fez seu terceiro gol aos 39 do segundo tempo virando o jogo para a Argentina que finalmente passava a frente no marcador e fechava o jogo com a vitória.
No dia 4 de Novembro, novamente o Paraguai entrava em campo, mas perdia a segunda partida por 2x0 para os donos da casa, o Uruguai. Com cerca de 20.000 presentes, o Uruguai venceu por 2x0 com gols de Scarone aos 11 do primeiro e Petrone aos 43 do segundo tempo. Uruguai e Argentina estavam empatados com 2 pontos cada na liderança, o Paraguai não tinha ponto.
Mas o Paraguai iria dividir a liderança, mesmo que sem chance de ser campeão, ao vencer o Brasil em 11 de Novembro por 1x0, para delírio dos Uruguaios que nem sequer queriam que o Brasil participasse do torneio nesse ano.
O Brasil voltava a campo uma semana depois para enfrentar a Argentina. Saiu derrotado mais uma vez, e agora estava sem chances e atrás do Paraguai. A colocação estava com a Argentina em primeiro com 4 pontos, Uruguai e Paraguai com 2 e a lanterna era brasileira. Mas o Paraguai já havia feito todas as suas 3 partidas.
O Brasil ainda tentava não ser o lanterna nesse ano, mas tinha que vencer sua última partida, que era contra o Uruguai. Mas o Uruguai venceu o Brasil por 2x1, resultado conseguido no segundo tempo com 20.000 uruguaios presentes no estádio, que se sentiram vingados de 1922. O Uruguai estava na briga pelo título enquanto o Brasil terminava em último lugar, como se fosse um castigo pelas artimanhas de 1922.
O último jogo do Sulamericano de 1923 ficou justamente entre Argentina e Uruguai. Quem vencesse seria campeão. E com um gol de Petrone e um de Somma, cada um em um tempo, o Uruguai conquistava o quarto título Sulamericano em 8 disputados com 22.000 pessoas presentes.
O Uruguai marcou 6 gols e sofreu apenas um. Teve 100% de aproveitamento, uma belíssima campanha. Destaque para o atacante Pedro Petrone do extinto clube Charley.
Perucho Petrone, como era conhecido, marcou três gols na competição, sendo um deles no jogo decisivo contra a Argentina. Posteriormente foi ainda artilheiro dos Jogos Olímpicos em 1924 e do Campeonato Italiano, pela Fiorentina, em 1932.
A Argentina, mais uma vez, não contou com jogadores do River Plate, Independiente, Racing e San Lorenzo. Mesmo assim, apenas com atletas do Boca Juniors, Huracán, Rosario Central e Newell’s Old Boys, teve uma boa participação, ficando com o vice-campeonato.
Atuando em casa, o Uruguai chega ao seu quarto título sul-americano, em apenas sete edições de Copa América. No lendário Estádio Parque Central, do clube Nacional, o Uruguai não dá chances aos rivais Argentina, Brasil e Paraguai — o Chile abriu mão do torneio — e vence todas as partidas. Destaque para o atacante Pedro Petrone, do extinto clube Charley. “Perucho” Petrone, como era conhecido, marcou três gols na competição, sendo um deles no jogo decisivo contra a Argentina, na vitória por 2 x 0. Petrone foi ainda artilheiro dos Jogos Olímpicos em 1924 e do Campeonato Italiano, pela Fiorentina, em 1932.
A Argentina, mais uma vez, não contou com jogadores do River Plate, Independiente, Racing e San Lorenzo. Mesmo assim, apenas com atletas do Boca Juniors, Huracán, Rosario Central e Newell’s Old Boys, teve uma boa participação, ficando com o vice-campeonato. O Brasil, sem os campeões de 1922, decepcionou e terminou na última colocação, ficando atrás do surpreendente Paraguai.

## Tabela
- 29/10 -  Argentina 4-3  Paraguai
- 11/11 -  Uruguai 2-0  Paraguai
- 18/11 -  Paraguai 1-0  Brasil
- 22/11 -  Brasil 1-2  Argentina
- 25/11 -  Uruguai 2-1  Brasil
- 2/12 -  Uruguai 2-0  Argentina